# Стопе (Велике Лаще)
Стопе (словен. Stope) — поселення в общині Велике Лаще, Осреднєсловенський регіон, Словенія. 
Висота над рівнем моря: 525,9 м.